# 末永桜花
末永 桜花（すえなが おうか、2002年〈平成14年〉2月26日 - ）は、日本の元アイドルであり、女性アイドルグループ・SKE48および派生ユニットプリマステラの元メンバーである。愛知県出身。

## 略歴
2015年3月15日、「SKE48 第7期生オーディション」に合格。
同月22日にSKE48ニコ生特番において、7期生として初めてお披露目、続けて31日に行われたパシフィコ横浜での『コケティッシュ渋滞中』リリースイベントで7期生お披露目ライブが行われた。同年6月26日、「手をつなぎながら」公演でバックダンサーデビュー。同年7月6日にはSKE48研究生「PARTYが始まるよ」初日公演に出演して劇場デビューを果たす。
2016年11月20日、愛知県芸術劇場で行われた「みんなが主役! SKE48 59人のソロコンサート～未来のセンターは誰だ?～」2日目夜公演で、正規メンバーへの昇格とチームEへの所属が発表される。同年12月1日、正式にチームEとしての活動を開始。
2018年5月17日発売のSKE48 23rdシングル「いきなりパンチライン」でシングル表題曲に初選抜。同年5月から6月にかけて実施された『AKB48 53rdシングル 世界選抜総選挙』では45位となり、ネクストガールズに選出された。
2020年1月25日、TOKYO DOME CITY HALLにおいて初のソロコンサート『SKE48末永桜花ソロコンサート〜あなたが見ていてくれたから…♡〜』を開催する。同年11月2日から14日放送のドラマ「名古屋行き最終列車〜三河線編〜」（メ〜テレ）で、ドラマ初主演でヒロイン役を演じる。
2021年2月に行われた「ティーンズユニット」投票企画で2位に輝き、坂本真凛とともにティーンズユニットのセンターを務めることとなる。
2023年7月5日に発売された31stシングル「好きになっちゃった」で、初めてシングル表題曲のセンターに選ばれた。
2024年3月6日に発売された32ndシングル「愛のホログラム」で、2作連続でシングル表題曲のセンターに選ばれた。同年12月6日、チームE「声出していこーぜ!!!」公演にて、SKE48からの卒業を発表した。
2025年2月18日に岡谷鋼機名古屋公会堂で『末永桜花卒業コンサート〜おーちゃんのこと好きになっちゃった〜』を、同年2月24日にSKE48劇場で「ラムネの飲み方」 末永桜花卒業公演を行った。同年2月28日をもってSKE48を卒業した。

## 人物
- 愛称は、おーちゃん。
- 趣味は、ダンス・料理・ファッション・動物と遊ぶこと[15]。
- ガンダムシリーズが好きであり、その中でも特に「機動戦士ガンダムΖΖ」が好き[16]。昔からファーストガンダムを観ていた影響で、ガンプラも作り始めるようになった[17]。
- 木村裕子が鉄道アイドルの後継者に指名する[18]ほど鉄道が好きで、N700S系に注目している[19]。好きな鉄道は地元の名鉄で、6000系の車両の昭和感と駅に着いた際にコンプレッサーが出す音を聞く事が楽しみだという[19]。
- よく巡礼を行っており、そのことをブログなどに掲載している[16]。

### SKE48
- キャッチフレーズは「SKEの桜の花。みんなに夢と希望と笑顔の花を咲かせたい。」を使用している[15]。
- メンバーカラーは濃いピンク・薄いピンク・濃いピンク[15]。
- SKE48のメンバーで2022年に合同で成人式を行った際、自分たちのことを「社長世代」と名付けた[20]。

## SKE48での参加楽曲

### シングル選抜楽曲
SKE48名義
- 「金の愛、銀の愛」に収録
  - いい人いい人詐欺 - 「やんちゃな天使とやさしい悪魔」名義
- 「意外にマンゴー」に収録
  - オレトク - 「Team E」名義
- 「無意識の色」に収録
  - 触らぬロマンス - 「サクララブレター32」名義（センター）
- いきなりパンチライン
  - 君はラムネ - 「Team E」名義
- Stand by you
  - 入り口 - 「Team E」名義
  - 神様は見捨てない
- FRUSTRATION
- ソーユートコあるよね?
- 恋落ちフラグ
- あの頃の君を見つけた
  - 雨のち奇跡的に晴れ - 「プリマステラ」名義（坂本真凛とのダブルセンター）
- 心にFlower
  - 電線は消えても - 「プリマステラ」名義
- 絶対インスピレーション
- 好きになっちゃった（センター）
  - 語り合うことから始めよう - 「Team E」名義
- 愛のホログラム（センター）
  - 岸辺の少女よ - 「Team E」名義
- 告白心拍数
  - 岸辺の誰か - 「Team E」名義

#### AKB48名義
- 「ジャーバージャ」に収録
  - 愛の喪明け - 「SKE48」名義
- 「センチメンタルトレイン」に収録
  - 友達じゃないか? - 「ネクストガールズ」名義
- 「NO WAY MAN」に収録
  - 最強ツインテール - 「U-16選抜2018」名義
- 「ジワるDAYS」に収録
  - 屋上から叫ぶ - 「Sucheese」名義
- 「サステナブル」に収録
  - モニカ、夜明けだ - 「48グループNEXT12」名義
- 「失恋、ありがとう」に収録
  - 思い出マイフレンド - 「1st Campus」名義

### アルバムCD選抜楽曲
- 「革命の丘」に収録
  - 制服を脱ぎたくなって来た

### 劇場公演ユニット曲
SKE48 7期生公演「PARTYが始まるよ」
- スカート、ひらり
- クラスメイト
- あなたとクリスマスイブ
- 星の温度

チームE 5th Stage「SKEフェスティバル」公演
- 君のC/W
- ハングリーライオン
- 1994年の雷鳴

SKE48 研究生「青春ガールズ」公演
※サポート出演
SKE48「青春ガールズ」公演
- 雨の動物園

SKE48「手をつなぎながら」公演
- ウィンブルドンへ連れて行って

チームE 6th Stage「声出していこーぜ!!!」
- Revolver（2nd UNIT）
- キラスキ

## コンサート
- SKE48 末永桜花ソロコンサート 〜あなたが見ていてくれたから…〜（2020年1月25日、TOKYO DOME CITY HALL）[16][21]
- SKE48 末永桜花ソロライブ2023 〜末永桜花はカワイイだけじゃない〜（2023年6月1日、名古屋ダイヤモンドホール）[22]

## 出演

### ドラマ
- 名古屋行き最終列車（メ～テレ）
  - 名古屋行き最終列車〜三河線編〜（2020年11月2日 - 4日） - ヒロイン・東大寺杏璃 役[23][24]
  - 名古屋行き最終列車2022
    - 第1話（2022年1月18日） - 東大寺杏璃 役
    - 第3話 SKE48編（2022年2月1日） - 本人 役

  - 17歳の監督〜名古屋行き最終列車大垣編〜（2023年2月12日 - 19日） - 東大寺杏璃 役[25]
- 恋のえなじー〜power saving for romance〜（2023年2月7日 - 28日、テレビ愛知） - 稲城加奈子 役[26]
- 忘れっぽいハムレット（2024年11月9日、テレビ愛知） - 舞花 役[27]

### 情報番組
- キン・ドニーチ（2022年4月8日 - 、テレビ愛知）[28]

### 映画
- 鋼音色の空の彼方へ（2022年6月3日、スターキャット） - ヒロイン・高橋可那子 役[29][30]

### 舞台
- SKE48版「ハムレット」（2019年4月18日 - 21日、品川プリンスホテル クラブeX） - ギルデンスターン 役[31][32]
- SCANP10周年企画「バルボア！」（2021年10月21日 - 24日、スポルティーバアリーナ） - 堀川英子 役[33][34]

### 広告
- O.C.S.D. 愛知県立新城有教館高等学校 新制服モデル[35]

### イベント
- 特急スペーシア X 運行開始1周年記念出発式（2024年7月15日、東武スカイツリーライン浅草駅）[36]

### その他
- 末永桜花 × kitson me コラボレーション
  - 第1弾（2021年7月15日 - 8月25日）[37]
  - 第2弾（2022年3月11日 - 4月20日）[38]